# Loxosoma jaegersteni
Loxosoma jaegersteni är en bägardjursart som beskrevs av Nielsen 1966. Loxosoma jaegersteni ingår i släktet Loxosoma och familjen Loxosomatidae. Inga underarter finns listade i Catalogue of Life.